# Peterd, Hajdú-Bihar
Peterd (în maghiară Mezőpeterd) este un sat în districtul Berettyóújfalu, județul Hajdú-Bihar, Ungaria, având o populație de 580 de locuitori (2011).

## Demografie
Componența etnică a satului Peterd
     Maghiari (82,62%)
     Români (11,17%)
     Romi (6,21%)
Componența confesională a satului Peterd
     Reformați (41,9%)
     Romano-catolici (14,14%)
     Ortodocși (7,24%)
     Fără religie (6,55%)
     Necunoscută (29,66%)
     Greco-catolici (0,52%)
     Alte religii (0,69%)
Conform recensământului din 2011, satul Peterd avea 580 de locuitori. Din punct de vedere etnic, majoritatea locuitorilor (82,62%) erau maghiari, existând și minorități de români (11,17%) și romi (6,21%). Nu există o religie majoritară, locuitorii fiind reformați (41,9%), romano-catolici (14,14%), ortodocși (7,24%) și persoane fără religie (6,55%). Pentru 29,66% din locuitori nu este cunoscută apartenența confesională.
În anul 1881 la Peterd locuiau 687 de persoane, dintre care 404 români, 255 maghiari, și 28 din alte etnii. Din punct de vedere religios, 450 erau ortodocși, 102 romano-catolici, 102 reformați și 33 mozaici.